# MG HS
MG HS又称名爵HS，是一款中型SUV ，由中国汽车制造商上汽集团生产，隶属于中國上汽集团MG品牌。该车于2018年推出，以取代MG GS，之後歷經幾次改款。在中国，它是该品牌继MG ZS和MG One之上最大的跨界SUV。

## 概述
MG HS是MG X-Motion概念车的量产车型。它在2018年北京车展上首次亮相。MG HS 的发动机选配包括直列四缸 1.5 升涡轮汽油发动机，最高功率169 hp（171 PS；126 kW），以及直列四缸 2.0 升涡轮汽油发动机，最高功率231 hp（234 PS；172 kW）。

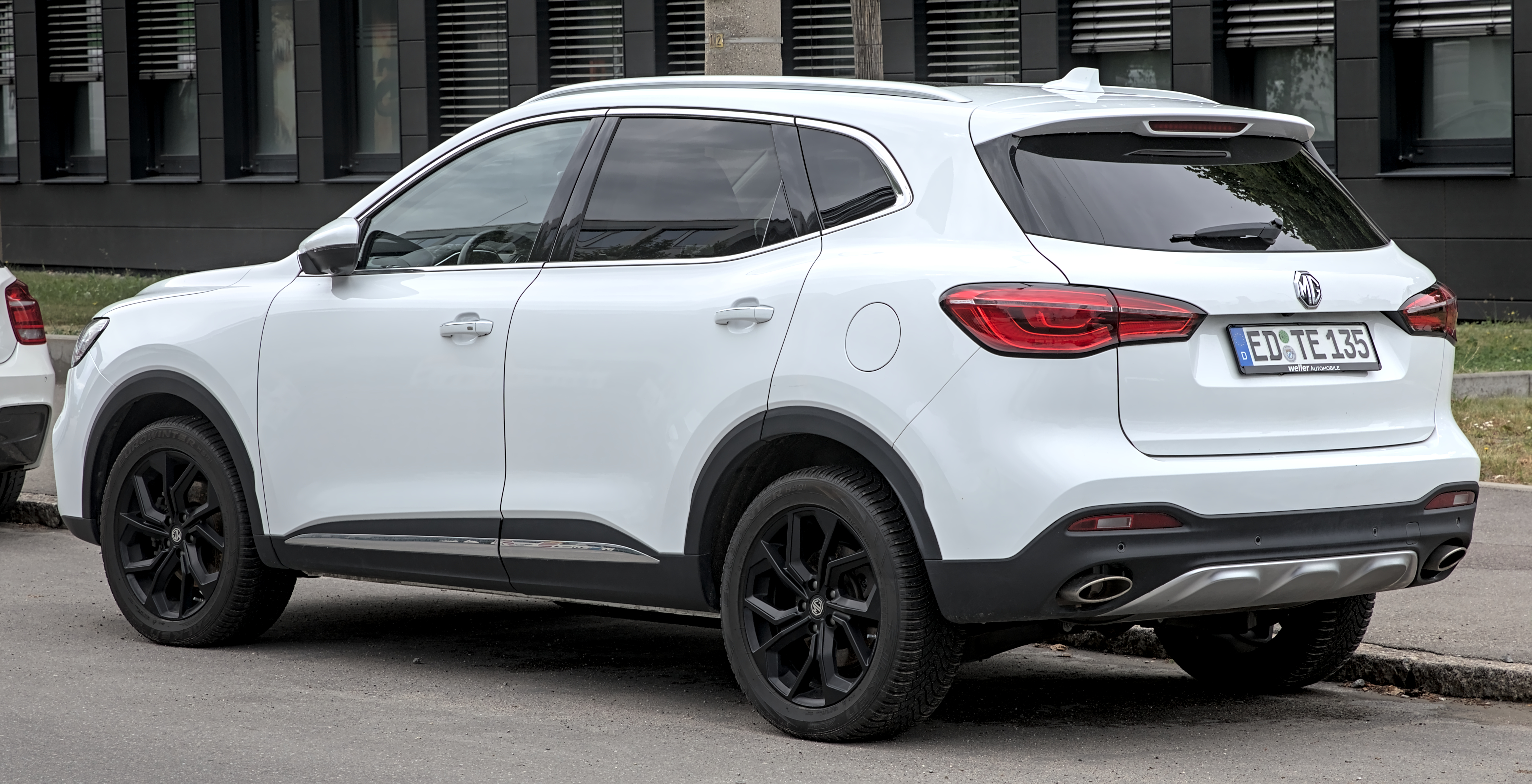
MG EHS（欧洲）
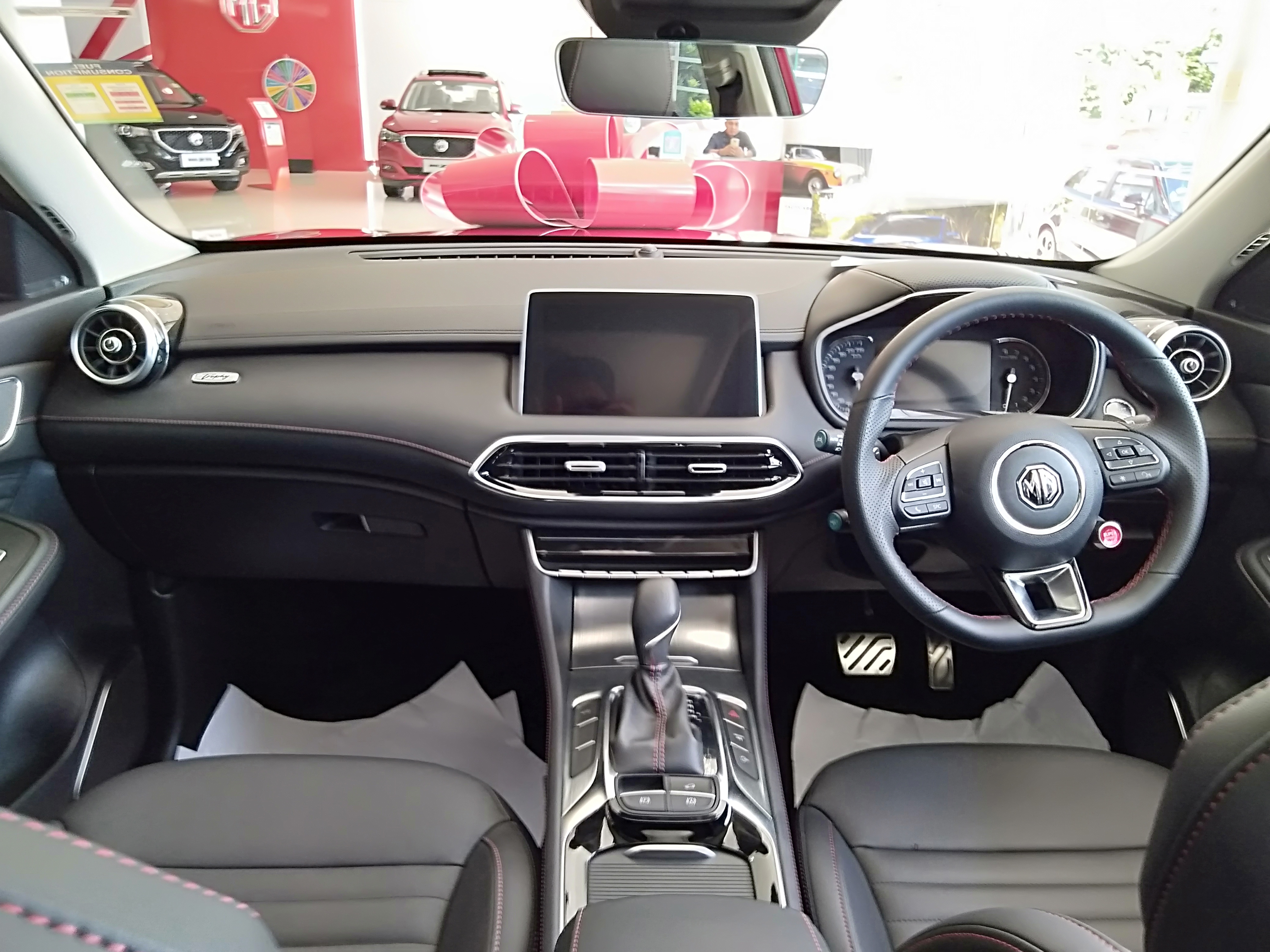
内饰

### 安全
MG HS配备了标准紧急制动系统和车道辅助系统，附属在MG Pilot套件中。汽车配备了自动双离合器变速器（DTC），并配有交通拥堵辅助系统，可以追踪速度高达56 km/h（35 mph）的前方车辆。自适应巡航控制系统还配有八个安全气囊、陡坡缓降控制（HDC）、防抱死制动系统（ABS）和电子制动力分配系统（EBD）。它在Euro NCAP测试中被评为五颗星。
| Euro NCAP 测试成绩 | Euro NCAP 测试成绩 | Euro NCAP 测试成绩 |
| ------------------ | ------------------ | ------------------ |
| MG HS (2019)       |                    |                    |
| 测试               | 得分               | %                  |
| 总分:              | 5 /5颗星           | 5 /5颗星           |
| 成年乘员:          | 35.2               | 92%                |
| 小孩乘员:          | 40.0               | 81%                |
| 行人:              | 30.8               | 64%                |
| 安全辅助:          | 9.9                | 76%                |

### eHS / HS 插电式 / HS PHEV
插电式混合动力版MG HS是首款采用MG全新混合动力总成的车型，包括涡轮增压1.5升四缸汽油发动机、16.6 kWh（60 MJ）电池组和90 kW（121 hp；122 PS）电动机。与之匹配的是10速EDU II变速箱，该变速箱由用于内燃机的6速自动变速箱和用于电动机的4速自动变速箱组成。
该动力系统最大输出功率为291 PS（287 hp；214 kW）（在英国为258匹公制馬力（254匹馬力；190千瓦特）），扭矩为480 N·m（49 kg·m；354 lb·ft）（在英国为370牛頓·（37.7千克·；273磅力·英尺）），0-100km/h的加速时间为5.8秒，以及最大纯电动行驶里程达51公里。

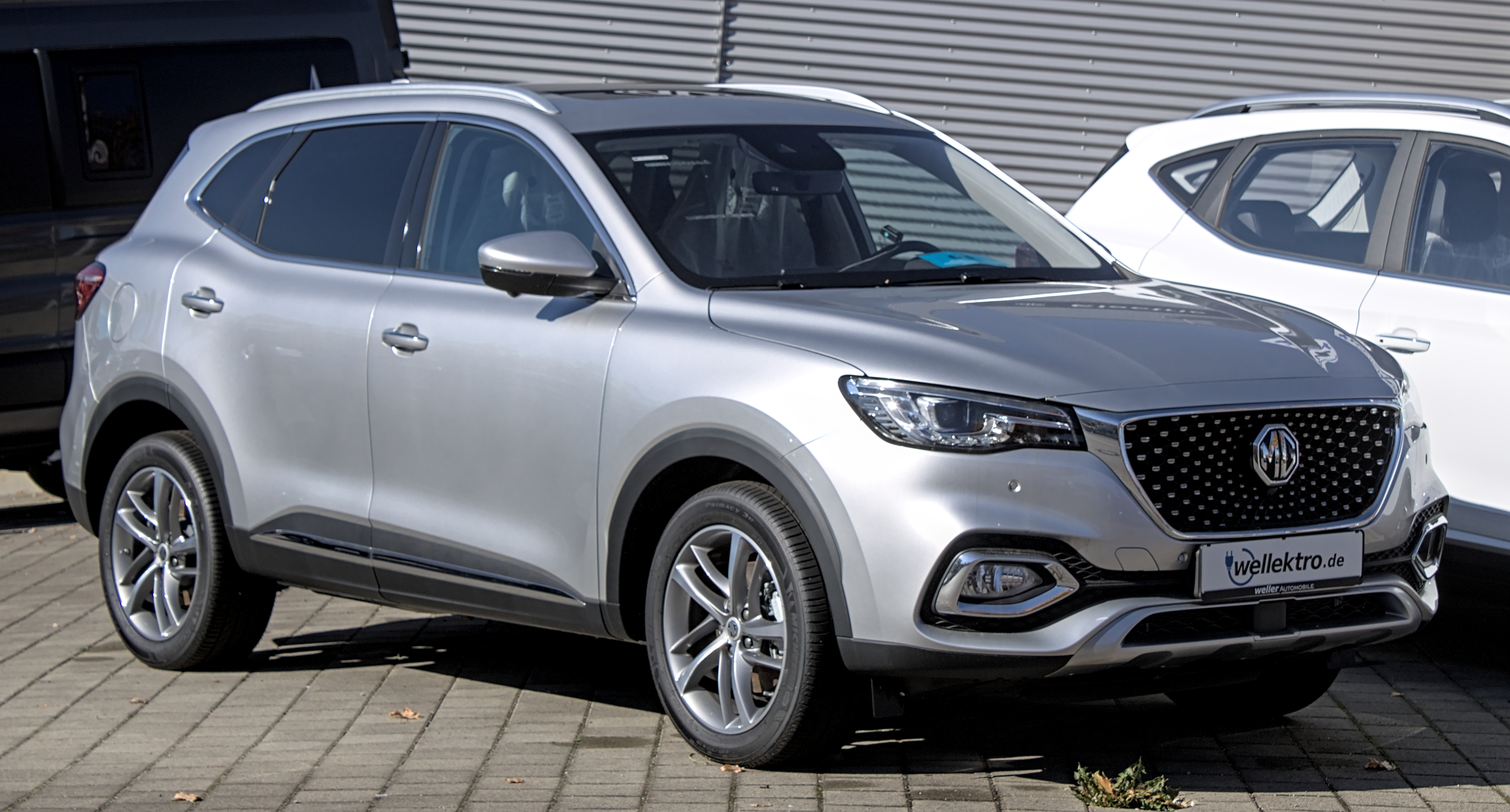
2021 MG HS PHEV（德国）
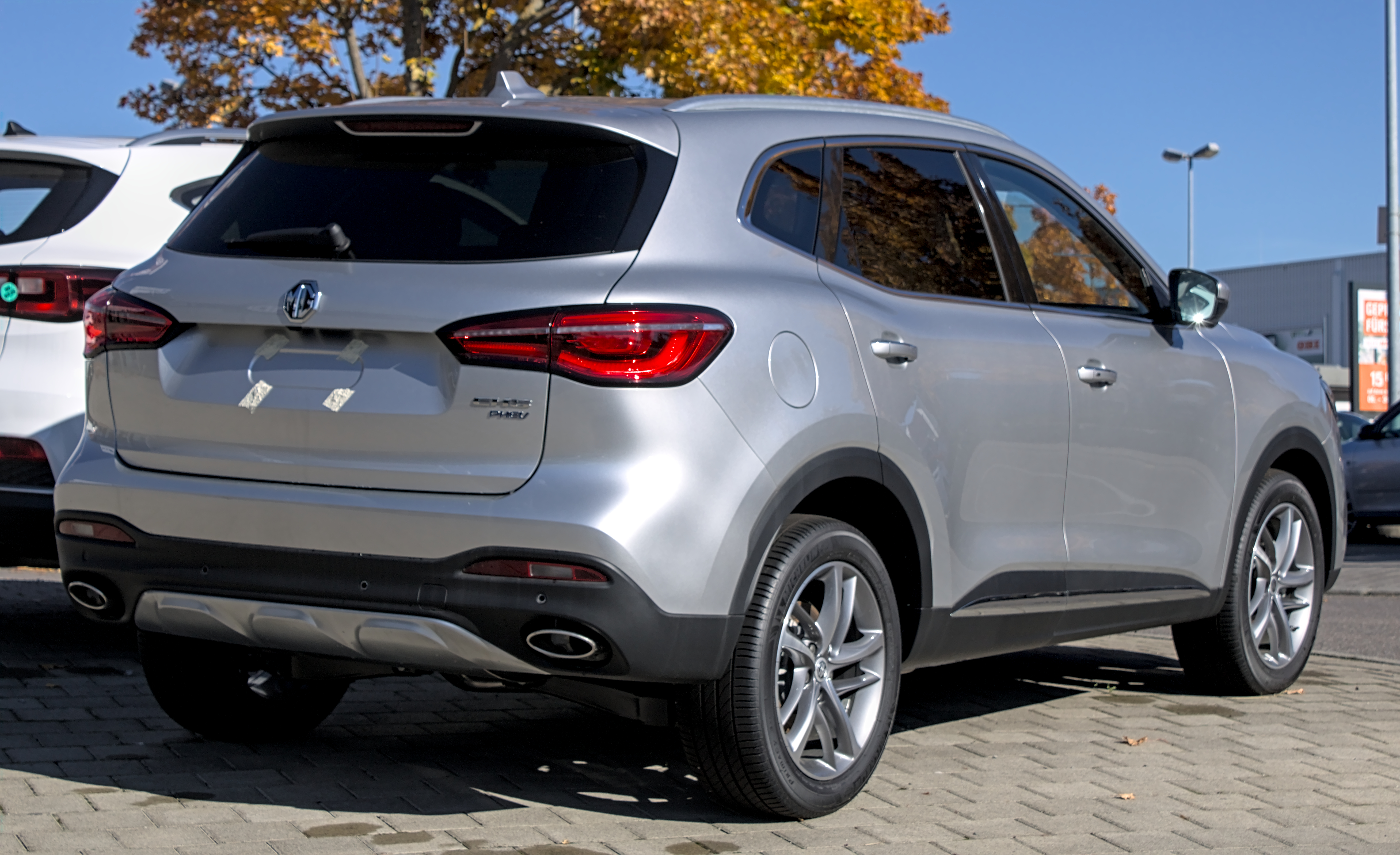
后方视角（德国）

### 改款
2020年9月，经过改款的MG HS在2020年北京国际汽车展览会上亮相，名为名爵领航，名爵领航与第二代名爵5一样采用了上汽的“第三代设计语言”。名爵领航长4,610（181英寸）、高1,685（66.3英寸），比原版HS长了46（1.8英寸）、高了21（0.83英寸）。

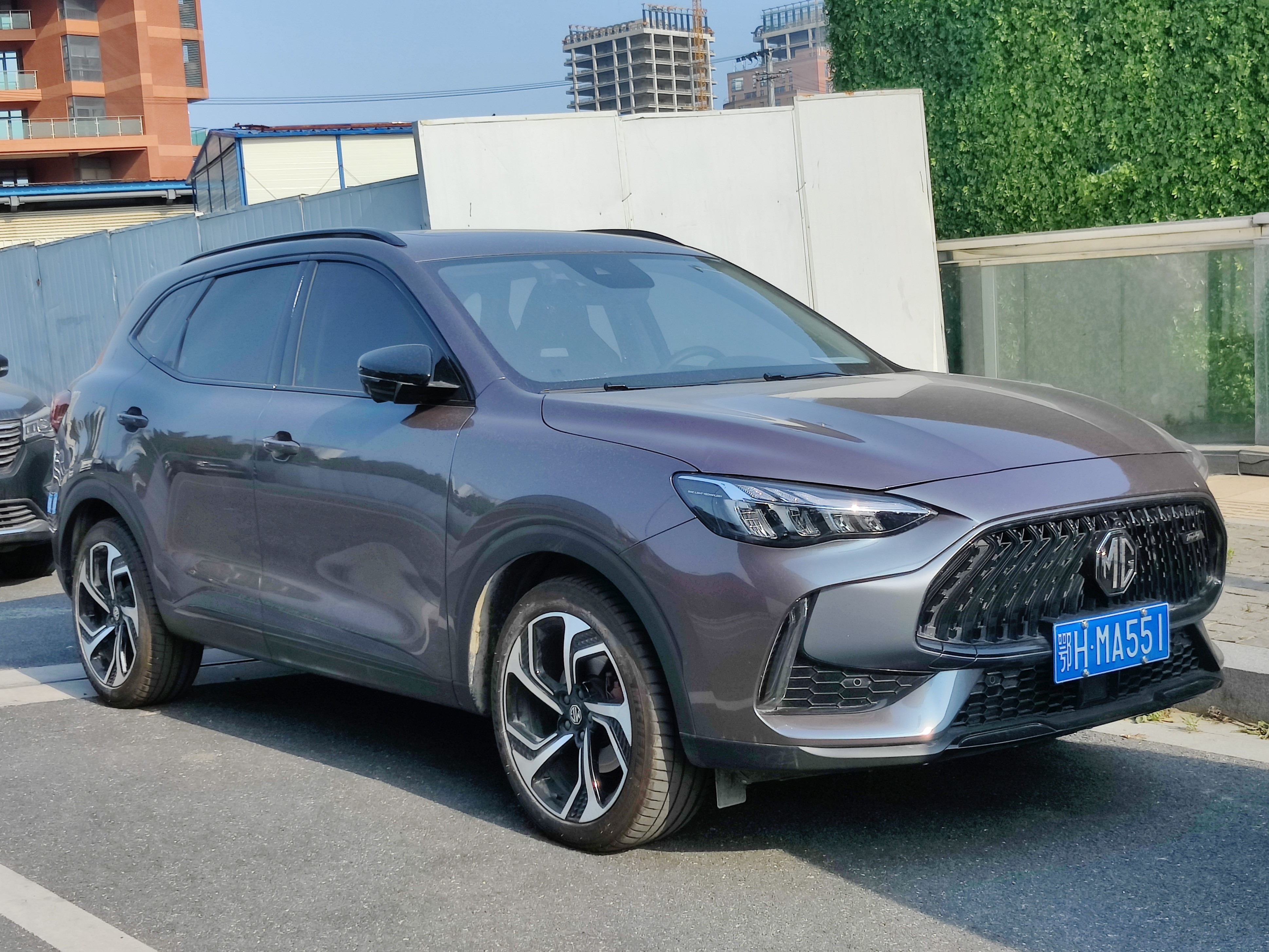
名爵领航
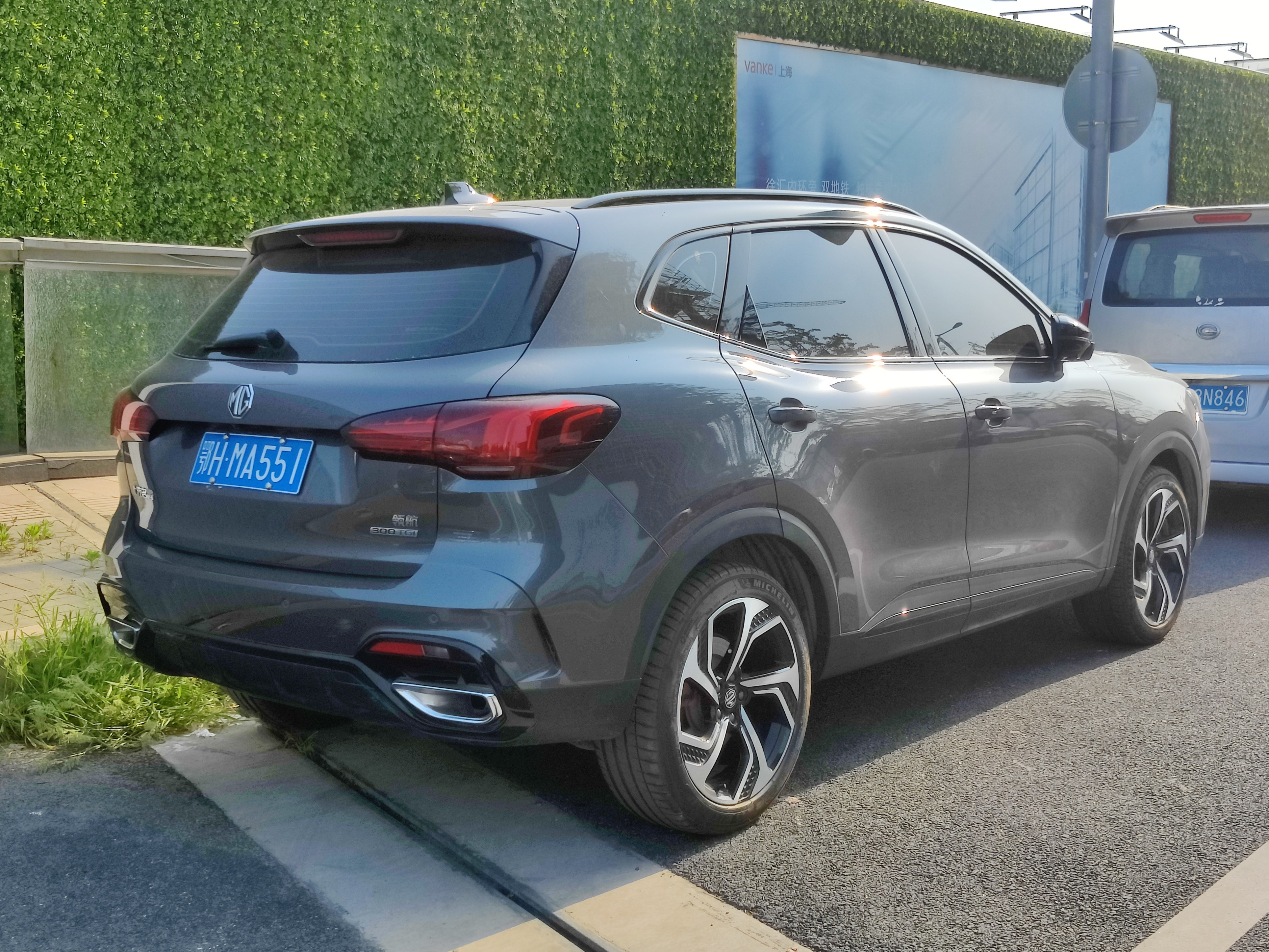
名爵领航

## 市场

### 欧洲
MG HS于2019年10月在英国首次亮相，开始在欧洲展开其首次亮相。在欧洲，它提供了1.5升LFV涡轮增压汽油发动机和1.5升PHEV汽油插电混合动力系统。
| 区域   | 等级                 |
| ------ | -------------------- |
| 英国   | SE and Trophy        |
| 爱尔兰 | Excite and Exclusive |
| 欧陆   | Comfort and Luxury   |

### 泰国
MG HS于2019年9月25日在泰国发布，提供了三种等级：C、D和X，所有型号都搭载了与DCT相配对的1.5升FFV涡轮增压汽油发动机。所有HS型号都在泰国本地组装。
2020年10月，插电混合动力选项在泰国上市。
2022年3月，改款的MG HS在泰国首次亮相，等级和动力系统选项保持不变。

### 新加坡
MG HS于2020年1月9日在2020年新加坡车展上与MG ZS EV一同推出，作为MG重返新加坡市场的一部分。它仅提供Exclusive等级，搭载了1.5升LFV涡轮增压汽油发动机。
2021年12月，MG PHEV在新加坡上市。

### 越南
MG HS于2020年7月17日从中国进口，在越南推出，提供了两种等级：Sport和Trophy。有两种动力系统可选：1.5升LFV涡轮增压汽油（前驱）和2.0升涡轮增压汽油（全轮驱动）。
2024年1月，改款的MG HS在越南首次亮相，标志着HS在停售16个月后回归。与之前的车型不同，改款的MG HS从泰国进口而不是中国。提供了DEL和LUX两种等级，搭载1.5升FFV涡轮增压汽油发动机。

### 印度尼西亚
MG HS是MG在印度尼西亚推出的第二款产品，于2020年8月13日在印度尼西亚首次亮相，推出了两种等级：Excite和Ignite。印度尼西亚规格的HS是从泰国进口的，所有车型均配备了与DCT相配对的1.5升FFV涡轮增压汽油发动机。
2021年6月，增加了Magnify i-SMART等级。
2023年1月，改款的的MG HS在印度尼西亚首次亮相，与之前的车型相同，提供相同的等级和发动机。

### 澳大利亚
MG HS于2019年11月在澳大利亚推出，从中国进口，最初提供了两种等级：Vibe和Excite，两种车型均由1.5升LFV涡轮增压汽油发动机提供动力。后来增加了基础Core和旗舰Essence等级。
2020年7月，为了庆祝利物浦足球俱乐部在最近的2019-20赛季英超联赛中的胜利，推出了特别版Essence Anfield。外观变化很小，内饰配有黑红色的仪表板和皮革座椅。
2021年3月，新增了两种新的动力系统：插电混合动力和2.0升涡轮增压汽油发动机（全轮驱动为标准）。
2022年8月，基础Core等级停产。
2023年7月，Excite X和Essence Anfield等级均停产。

### 中东
MG HS于2020年在海湾合作委员会市场推出。它由一款2.0升涡轮增压发动机提供动力，并提供COM和LUX两种等级。
2023年5月，改款的MG HS在中东推出。为改款的MG HS增加了插电混合动力选项。

### 墨西哥
MG HS于2020年10月21日与MG ZS和MG 5一同在墨西哥推出，标志着MG在墨西哥15年后的回归。MG HS提供了Excite和Trophy两种等级，搭载1.5升LFV涡轮增压汽油发动机，配备了DCT。
2023年4月，经过改款的MG HS在墨西哥亮相，并提供了插电混合动力选项。

### 菲律宾
MG HS于2022年3月17日在菲律宾推出，提供了Alpha和Trophy两种等级；搭载1.5升FFV涡轮增压汽油发动机，配备了DCT。

### 台湾
2022年9月13日MG HS雙車型在台湾正式上市，提供了两种型号和两种动力系统选项：1.5升LFV涡轮增压汽油发动机和1.5升涡轮增压汽油插电混合动力。

## 销量
| 年份 | 中国   | 欧洲   | 泰国  | 墨西哥 | 澳洲   |
| ---- | ------ | ------ | ----- | ------ | ------ |
| 2018 | 12,810 |        |       |        |        |
| 2019 | 43,169 |        | 2,003 |        |        |
| 2020 | 49,628 | 2,893  | 6,008 | 137    | 2,600  |
| 2021 | 70,365 | 16,460 | 4,526 | 1,941  | 6,828  |
| 2022 | 51,321 | 32,993 | 2,606 | 4,866  | 10,948 |
| 2023 |        |        | 1,373 | 3,616  | 8,126  |